# Cantó de Mennetou-sur-Cher
El cantó de Mennetou-sur-Cher és un cantó francès del departament de Loir i Cher, situat al districte de Romorantin-Lanthenay. Té 8 municipis i el cap és Mennetou-sur-Cher.

## Municipis
- La Chapelle-Montmartin
- Châtres-sur-Cher
- Langon
- Maray
- Mennetou-sur-Cher
- Saint-Julien-sur-Cher
- Saint-Loup
- Villefranche-sur-Cher

## Història
| Data d'elecció                           | Identitat             | Partit        | Qualitat |
| ---------------------------------------- | --------------------- | ------------- | -------- |
| 1945-1958                                | Lucien Gigaud         | SFIO          |          |
| 1958-2001                                | Georges Daudu         | Divers droite |          |
| 2001-                                    | Jean-Louis Marchenoir | PS            |          |
| les dades anteriors no són pas conegudes |                       |               |          |
|                                          |                       |               |          |

## Demografia
| A partir de 1990: Població sense dobles comptes |